# Iwona Petry (ur. 1975)
Iwona Petry (ur. 28 maja 1975 w Warszawie) − polska aktorka niezawodowa i fotomodelka.

## Życiorys
Urodziła się jako Iwona Petrykowska. Uczęszczała do LO im. Miguela de Cervantesa w Warszawie, później do liceum wieczorowego. Pierwszą jej pracą była posada w cukierni na warszawskiej Starówce. Uczęszczała również na lekcje aktorstwa m.in. do wytwórni filmowej na ul. Chmielnej. Pierwszym filmowym epizodem była rola w filmie Marka Piwowskiego, Uprowadzenie Agaty.
W 1996 zadebiutowała pierwszą dużą rolą w filmie Szamanka w reżyserii Andrzeja Żuławskiego. Wtedy z inicjatywy reżysera skróciła swoje nazwisko, co miało nadać mu charakteru i wyrazistości, ale też było istotne pod kątem ewentualnej promocji międzynarodowej, ponieważ film był koprodukcją francusko-polską. Mimo dużego zainteresowania filmem w mediach, po premierze zagrała epizodyczne w serialach Na dobre i na złe i Miasteczku.
Rezygnując z pracy w przemyśle rozrywkowym, wyjechała z Polski i zaczęła podróżować (Anglia, Włochy, Stany Zjednoczone, Francja), pracując m.in. jako kelnerka, modelka i opiekunka do dzieci. Pozowała też m.in. do polskiej edycji „Playboya” (1998). Pracowała w agencji aktorskiej CMC, zajmując się promocją i reklamą. W styczniu 2004 wydała zbiór opowiadań Gabinet żółcieni. W 2006 ukończyła historię sztuki na Uniwersytecie Warszawskim.

### Życie prywatne
Od 1999 była żoną dziennikarza Marcina Źrałka, z którym jednak się rozwiodła. Jest bezdzietna.

## Filmografia
- 1993: Uprowadzenie Agaty jako dziewczyna z siana
- 1996: Szamanka jako Włoszka
- 2000: Na dobre i na złe jako Mona